# Lasso Coulibaly
Pour les articles homonymes, voir Coulibaly.
Lasso Coulibaly, né le 19 octobre 2002 à Bouaké en Côte d'Ivoire, est un footballeur ivoirien qui évolue au poste de milieu central à l'AJ Auxerre.

## Biographie

### FC Nordsjælland
Né en Côte d'Ivoire, Lasso Coulibaly passe par l'académie Right to Dream basée au Ghana, où il est formé. Il rejoint en février 2021 le club partenaire du FC Nordsjælland, au Danemark, en même temps que son coéquipier Willy Kumado,.
Il joue son premier match en professionnel avec le FC Nordsjælland, à l'occasion de la première journée de la saison 2021-2022 de Superliga, contre le Viborg FF le 18 juillet 2021. Il entre en jeu à la place de Oliver Antman et son équipe s'incline par deux buts à un. Cinq jours plus tard, Coulibaly est promu en équipe première. Le 25 juillet suivant, il connait sa première titularisation, lors d'un match de championnat contre l'AGF Aarhus. Les deux équipes se neutralisent ce jour-là (0-0).

### Randers FC
Le 1er septembre 2023, Lasso Coulibaly est prêté pour une saison au Randers FC. Le club dispose d'une option d'achat sur le joueur.

### AJ Auxerre
Lors de l'été 2024, Lasso Coulibaly quitte définitivement le FC Nordsjælland pour rejoindre l'AJ Auxerre. Le transfert est annoncé le 20 juin 2024 et il signe un contrat de quatre ans, soit jusqu'en juin 2028,.